# 부키니스트

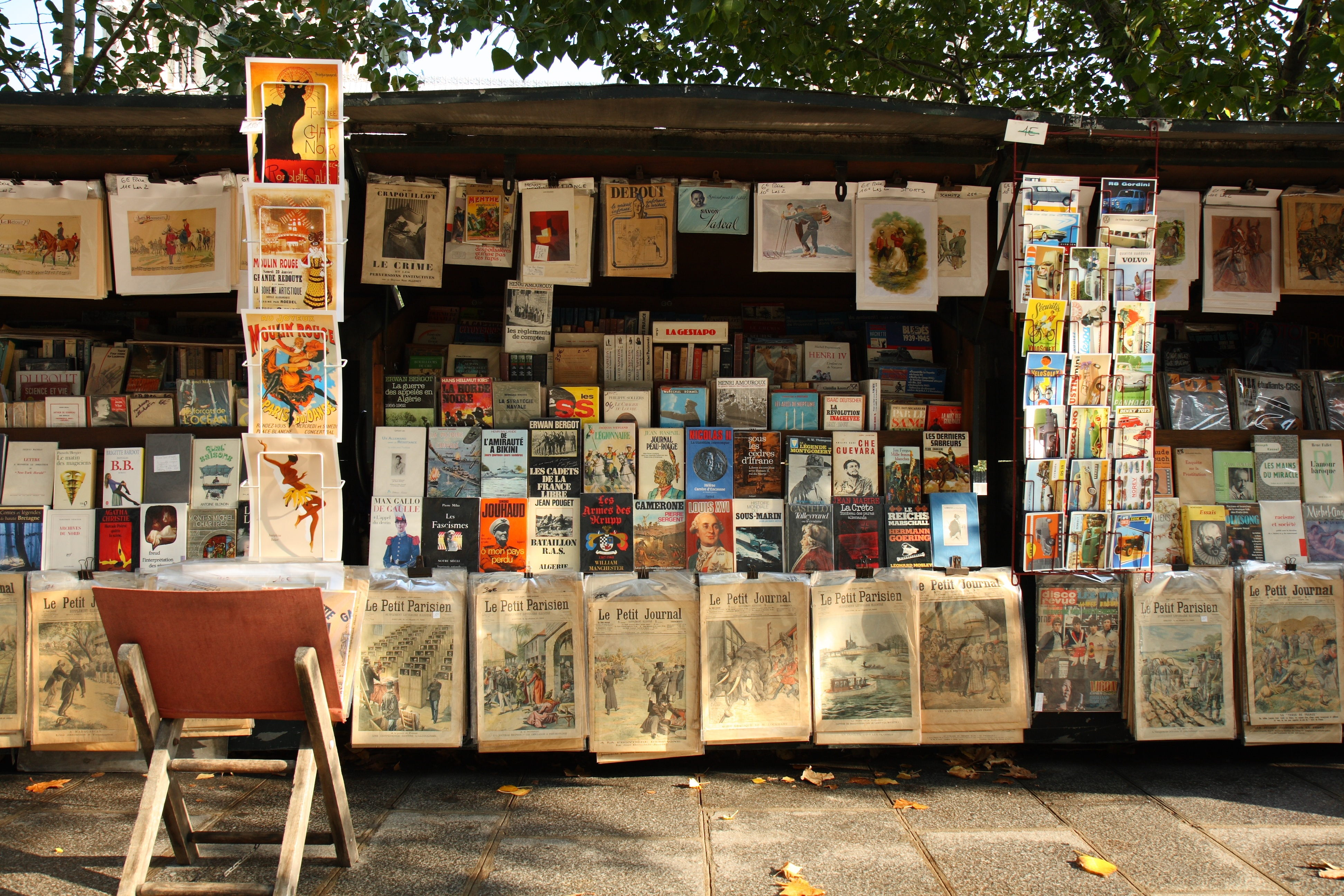
Bouquinistes de Paris (2007)

부키니스트(Bouquinistes)는 프랑스 파리 센강 좌우안에 있는 고서적, 그림, 엽서판매점들이다. 16세기 쯤부터 조성됐으며 그 길이는 3km가 넘는다. 1991년 유네스코 세계문화유산으로 지정됐다.